# Uska Bazar
Uska Bazar es un pueblo y nagar Panchayat situado en el distrito de Siddharthnagar en el estado de Uttar Pradesh (India). Su población es de 24444 habitantes (2011). 

## Demografía
Según el censo de 2011 la población de Uska Bazar era de 24444 habitantes, de los cuales 12774 eran hombres y 11670 eran mujeres. Uska Bazar tiene una tasa media de alfabetización del 69,45%, superior a la media estatal del 67,68%: la alfabetización masculina es del 80,63%, y la alfabetización femenina del 57,22%.